# Edwin Parra
Edwin Arnulfo Parra Bustamente (Sora, Boyacá, 8 de julio de 1984) es un ciclista de ruta colombiano que compite para el equipo Ningxia Sports Lottery Cycling Team.

## Palmarés
2006
- 2.º en el Campeonato de Colombia Contrarreloj sub-23
- 1 etapa de la Vuelta de la Juventud
- 1 etapa de la Vuelta a Colombia (contrarreloj por equipos)
- 1 etapa de la Vuelta a Antioquia

2009
- 1 etapa de la Vuelta a Chiriquí

2011
- 1 etapa de la Vuelta a la Costa
- 1 etapa de la Clásica Club Deportivo Boyacá[2]

## Equipos
Aficionado
- Boyacá Orgullo de América (2010)
- Boyacá Orgullo de América (2011)
- GW-Shimano (2013)

Profesional
- Colombia es Pasión (2007)
- Colombia es Pasión (2008)
- Boyacá es para Vivirla (2009)
- Ningxia Sports Lottery-Livall Cycling team (02.2017-2019)
- Ningxia Sports Lottery Cycling Team (2022)